# Bảng xếp hạng đại học thế giới Webometrics
Bảng xếp hạng đại học thế giới Webometrics (tiếng Anh: Webometrics Ranking of World Universities) hay Bảng xếp hạng web của các trường đại học là một hệ thống xếp hạng các trường đại học dựa trên một chỉ số tổng hợp gồm khối lượng nội dung web (số trang và tệp tin), số lượt xem và độ ảnh hưởng đến ấn phẩm bên ngoài (trích dẫn) của trang web đại học đó, từ đó đánh giá được độ nổi bật của thương hiệu đại học đó. Các thứ hạng được phòng thí nghiệm Cybermetrics, một thành viên của Hội đồng nghiên cứu quốc gia Tây Ban Nha (CSIC) xuất bản.
Mục đích của bảng xếp hạng là khuyến khích cải thiện sự hiện diện của các viện nghiên cứu trên web và thúc đẩy việc công bố các nghiên cứu khoa học. Bảng xếp hạng bắt đầu từ năm 2004, được cập nhật vào tháng 1 và tháng 7. Hiện tại nó cung cấp chỉ số web của hơn 12.000 đại học trên khắp thế giới.
Bảng xếp hạng trường học kinh tế Webometrics là một bảng xếp hạng thế giới tương tự, xếp hạng các trường học trong lĩnh vực kinh tế.

## Mục tiêu
Bảng xếp hạng đại học thế giới Webometrics là một hệ thống xếp hạng dựa trên các chỉ số về sự hiện diện trên mạng, khả năng hiển thị và lượng truy cập web. Hệ thống đánh giá mức độ ảnh hưởng của một trường đại học trên mạng dựa trên tên miền, trang phụ, tệp tin, bài báo khoa học,... Giả thiết trung tâm của cách tiếp cận này là sự hiện diện trên mạng là một chỉ số đáng tin cậy về hiệu suất và uy tín toàn cầu của các trường đại học và như vậy đây là một cách gián tiếp để đo lường tất cả các nhiệm vụ của một trường đại học (giảng dạy, nghiên cứu, chuyển giao). Mặc dù web được công nhận rộng rãi là một công cụ thích hợp nhất cho truyền thông học thuật nhưng vẫn rất hiếm khi các thông số này được sử dụng để đánh giá nghiên cứu khoa học và thành tích học tập của các trường đại học. Các chỉ số Webometric cung cấp cho thấy cam kết của các tổ chức với các ấn bản xuất bản trên Web.
Một bài báo khoa học đăng trên tạp chí khoa học Scientometrics đã tìm ra "những điểm tương đồng hợp lý" giữa bảng xếp hạng Webometrics và các bảng xếp hạng nổi bật khác, dù các chỉ số dùng để xếp hạng rất khác nhau. Những điểm tương đồng này tăng nên khi so sánh riêng các trường đại học châu Âu.
Những trường đại học hàng đầu đang xuất bản hàng triệu trang được sản xuất bởi hàng chục phòng ban và dịch vụ, hàng trăm nhóm nghiên cứu và hàng ngàn học giả. Sự hiện diện mạnh mẽ trên mạng internet cho thấy nhiều yếu tố có liên quan chặt chẽ với chất lượng toàn cầu của tổ chức: sự phổ biến của máy tính, phổ cập internet, chính sách thúc đẩy tự do nghiên cứu, cạnh tranh quốc tế hay hỗ trợ tiếp cận sáng kiến, cùng các yếu tố khác.

## Tác động
Tại Namibia, danh sách Webometrics thường xuyên được sử dụng để cạnh tranh công khai, đặc biệt là giữa hai tổ chức đào tạo đại học chính quy của nhà nước, Đại học Namibia và Đại học Bách khoa Namibia.
Những năm 2009-2011, bảng xếp hạng đã được báo chí đưa tin đáng kể và được nhiều trang web trường đại học ở Trung Đông, Đông Á, Canada, châu Phi dẫn lại.

## Cấu trúc và nội dung
Đại học. Danh sách chính liệt kê 12.000 trường đại học trên thế giới, được xây dựng từ một cơ sở dữ liệu của hơn 19.000 tổ chức giáo dục.
Danh sách con:
- Hoa Kỳ và Canada
- Châu Âu, bao gồm Thổ Nhĩ Kỳ, Caucasus và Israel
  - Trung và Đông Âu
- Châu Á, ngoại trừ Trung Đông
  - Đông Nam Á
  - Nam Á
- Ả-Rập, và Thế giới Ba Tư (Bắc Phi và Trung Đông)
- Châu Phi
- Châu Mỹ Latin: Trung Mỹ, Nam Mỹ và Caribbean
- Châu Đại Dương

Sự phân bố của các trường đại học theo khu vực (tháng 1 năm 2012) như sau:
| Khu vực        | Top 100 | Top 200 | Top 500 | Top 1000 | Tổng  |
| -------------- | ------- | ------- | ------- | -------- | ----- |
| Bắc Mỹ         | 79      | 99      | 178     | 398      | 3485  |
| Châu Âu        | 16      | 66      | 212     | 415      | 4975  |
| Châu Á         | 3       | 20      | 66      | 104      | 6142  |
| Châu Mỹ Latin  | 2       | 9       | 19      | 39       | 3487  |
| Châu Đại Dương | 1       | 6       | 20      | 35       | 149   |
| Thế giới Ả Rập | 0       | 0       | 2       | 4        | 569   |
| Châu Phi       | 0       | 0       | 3       | 5        | 355   |
| Thế giới       |         |         |         |          | 19161 |

- Viện nghiên cứu. Top 2000 từ cơ sở dữ liệu của hơn 7000 viện.

## Tác giả
Bảng xếp hạng Webometrics được xuất bản bởi phòng thí nghiệm Cybermetrics, một đơn vị của Hội đồng Nghiên cứu Quốc gia Tây Ban Nha (CSIC), cơ quan nghiên cứu chính tại Tây Ban Nha. Phòng thí nghiệm hoạt động như một Đài quan sát Khoa học và Công nghệ trên Web. Isidro F. Aguillo, Hon.PhD, là trưởng phòng thí nghiệm và tổng biên tập của bảng xếp hạng.